# 1,3,5-Trithiane
Le 1,3,5-trithiane est un composé chimique de formule (CH2S)3. C'est un trimère du thioformaldéhyde, composé instable. Il se présente sous la forme d'un hétérocycle à six atomes, alternativement de soufre et de carbone. 
Il peut être synthétisé par réaction du méthanal (formaldéhyde) avec le sulfure d'hydrogène.
Le trithiane est une molécule de base en synthèse organique, par exemple une source de formaldéhyde. Une application consiste à le dépelotonner par réaction avec un organolithien et ensuite à l'alkyler.
(CH2S)3 + RLi → (CH2S)2(CHLiS) + RH
(CH2S)2(CHLiS) + R’Br → (CH2S)2(CHR’S) + LiBr
(CH2S)2(CHR’S) + H2O → R’CHO + …
Le trithiane peut aussi être vu comme un dithioacétal du méthanal. Les autres dithioacétals peuvent être l'objet de réactions similaires à celle ci-dessus.
Le trithiane est aussi un précurseur d'autres réactifs organosulfurés. Par exemple, sa chloration en présence d'eau produit le chlorure de chlorométhylsulfonyle :
(CH2S)3 + 9 Cl2 + 6 H2O → 3 ClCH2SO2Cl + 12 HCl.